# Илпендам
Илпендам (на нидерландски: Ilpendam) е село в община Ватерланд в Холандия, провинция Северна Холандия. Има ок. 1850 жители.
Илпендам е основано през 12 век, когато е построен бент на рекичката Де Илп. Името означава „бент на Илп“. До 1991 г. Илпендам е самостоятелна община. През тази година землището на общината се разделя между общините Ватерланд и Ландсмер.
Между Илпендам и Ландсмер пътува малък ферибот.

## Забележителности
Реформираната църква с орган, направен през 1728 г. от Николас Адолф Вилембрук за Голямата църква в Де Райп. През 1855 г. органът е продаден на Илендам.
В Илпендам има и една къща от 1959 г., проектирана от Герит Ритвелд.

## Известни жители
- Певицата Сита Вермойлен е родена в Илпендам.
- Кънкьорката Анете Геритсен е родена в Илпендам.
- Кинорежисьорът Франс Бромет живее в Илпендам.
- Ремко Фрайдаг от театралната група Де Флихенде Пантерс живее в Илпендам.